# サミー・ヘイガー&フレンズ
『サミー・ヘイガー&フレンズ』（Sammy Hagar & Friends）は、サミー・ヘイガーが2013年に発表したスタジオ・アルバム。

## 背景
ヘイガーによれば、当初はキャリアを俯瞰したベスト・アルバムに追加する新曲を作るつもりだったが、最終的には新作アルバムの制作に発展したという。チキンフットでの盟友ジョー・サトリアーニ、マイケル・アンソニー、チャド・スミスや、モントローズ時代の盟友達に加えて、キッド・ロック、ロニー・ダン、ニール・ショーン（ジャーニー）、ナンシー・ウィルソン（ハート）を含む多数のゲスト・ミュージシャンが迎えられた。
「ノット・ゴーイング・ダウン」は、ライヴァル・サンズのメンバーとして知られるジェイ・ブキャナンが提供した曲である。デペッシュ・モードのカヴァー「パーソナル・ジーザス」は、本作ではブルースロック的な解釈がなされており、ヘイガーはスタジオへ移動していた車の中でこの曲を聴き、「ゴーイング・ダウン」のセッションに参加したショーン、アンソニー、スミスに、この曲も録音しようと提案したが、その時は3人ともオリジナル・ヴァージョンを知らず、ダウンロード音源を聴いた上でジャム・セッションを行ったという。「ノックダウン・ドラッグアウト」はヘイガーとキッド・ロックのデュエット・ナンバーで、ヘイガーはジェイムズ・ヘットフィールド（メタリカ）も一部パートに起用しようと考えたが、ヘットフィールドは光栄だと感じつつも「俺のスタイルとは違う」という理由で断ったという。
デラックス・エディション盤ボーナス・トラックの「スペース・ステーション#5」は、モントローズ時代の曲の再演で、2012年4月29日に行われたロニー・モントローズ・トリビュート・コンサートにおいて録音されたライブ音源である。

## 反響・評価
母国アメリカでは発売初週に約1万5千枚を売り上げ、総合アルバム・チャートのBillboard 200では23位に達して、ヘイガーのソロ・プロジェクトのアルバムとしては『レッド・ヴードゥー』（1999年）以来14年ぶりに全米トップ40入りを果たした。また、『ビルボード』のインディペンデント・アルバム・チャートでは2位、ハード・ロック・アルバム・チャートでは4位、ロック・アルバム・チャートでは8位を記録した。イギリスでは2013年10月12日付の全英アルバムチャートで92位となり、『ヘイガー・USA』（1987年）以来26年ぶりに全英トップ100入りを果たした。
Stephen Thomas Erlewineはオールミュージックにおいて5点満点中3点を付け「サミー・ヘイガーは自身がパーティーの代名詞となるよう努めてきただけに、『サミー・ヘイガー&フレンズ』のようなパーティー・レコードを出すことは理にかなっている」「ヘイガーに関する新しい発見は見出せないが、パーティーでサミーの音楽をかけた人々や、休暇でカボ・ワボを訪れようとしている人々にとっては、古いフリップ・フロップのようにしっくり来るだろう」と評している。

## 収録曲
特記なき楽曲はサミー・ヘイガー作。
1. ワインディング・ダウン - Winding Down - 2:29
2. ノット・ゴーイング・ダウン - Not Going Down (Jay Buchanan) - 4:57
3. パーソナル・ジーザス（英語版） - Personal Jesus (Martin Gore) - 4:50
4. ファーザー・サン - Father Sun - 3:41
5. ノックダウン・ドラッグアウト - Knockdown Dragout (Sammy Hagar, Dennis Hill, Ken Livingston, Kyle Homme, Stephen Garvy, Kevin Baldes) - 2:17
6. ランブリン・ギャンブリン・マン - Ramblin' Gamblin' Man (Bob Seger) - 2:36
7. バッド・オン・フォーズ・アンド・シボレーズ - Bad on Fords and Chevrolets (Ronnie Dunn, Ray Wylie Hubbard) - 3:20
8. 魅惑のマルガリータヴィル - Margaritaville (Jimmy Buffett) - 4:53
9. オール・ウィ・ニード・イズ・アン・アイランド - All We Need Is an Island - 2:42
10. ゴーイング・ダウン〜ライヴ・イン・スタジオ・テイク1 - Going Down (Don Nix) - 4:27

### 日本盤ボーナス・トラック
ボーナスDVDが付属した初回限定盤(VQCD-10347)のトラック・リストに準拠。日本通常盤(VQCD-10348)には「オール・ウィ・ニード・イズ・アン・アイランド（アコースティック・ヴァージョン）」のみ収録され、「スペース・ステーション#5」はヨーロッパで発売されたデラックス・エディション盤(FR CDVD 616)にも収録された。
1. スペース・ステーション#5 - Space Station #5 (Live from Ronnie Montrose Tribute Concert) (S. Hagar, Ronnie Montrose) - 5:35
2. オール・ウィ・ニード・イズ・アン・アイランド（アコースティック・ヴァージョン） - All We Need Is an Island (Acoustic version) - 2:02

### デラックス・エディション盤ボーナスDVD
1. トラック・バイ・トラック（アルバム収録曲解説） - Track-by-Track
2. ノックダウン・ドラックアウト（ミュージック・ビデオ） - Knockdown Dragout (Music Video)
3. ビハインド・ザ・シーンズ（ドキュメンタリー映像） - Behind the Scenes

## 参加ミュージシャン
- サミー・ヘイガー - リード・ボーカル(all songs)、アコースティック・ギター(on #1, #9)、エレクトリック・ギター(on #2, #4, #5, #6, #7)、ラップ・スティール(on #4)、バッキング・ボーカル(on #4, #5)
- タジ・マハール - リード・ボーカル(on #1)
- キッド・ロック - リード・ボーカル、バッキング・ボーカル(on #5)
- ロニー・ダン - リード・ボーカル、バッキング・ボーカル(on #7)
- トビー・キース - リード・ボーカル(on #8)
- ナンシー・ウィルソン - リード・ボーカル、バッキング・ボーカル(on #9)
- デイヴ・ザーベル - アコースティック・ギター(on #1)、エレクトリック・ギター(on #1)、ドブロ・ギター(on #1)、ラップ・スティール(on #2, #7)、ペダル・スティール(on #9)、ウクレレ(on #9)
- ヴィック・ジョンソン - ギター(on #2, #4, #5, #6, #7)、バッキング・ボーカル(on #1, #5, #6, #7)
- ニール・ショーン - ギター(on #3, #10)
- ジョー・サトリアーニ - ギター・ソロ(on #5)、バッキング・ボーカル(on #5)
- ビル・カーチェン - ギター(on #8)
- スージー・デイヴィス - オルガン(on #6)
- オースティン・デ・ローン - ピアノ(on #7)、エレクトリックピアノ(on #8)、アコーディオン(on #8)
- ビル・チャーチ - ベース(on #2)
- マイケル・アンソニー - ベース(on #3, #10)
- モナ・ナダー - ベース(on #4, #5, #6, #7)、バッキング・ボーカル(on #1, #5, #6, #7, #8)
- ルース・デイヴィス - アップライト・ベース(on #8)
- デニー・カーマッシ - ドラムス(on #2, #4, #5)、パーカッション(on #4)、バッキング・ボーカル(on #5)
- チャド・スミス - ドラムス(on #3, #10)
- デヴィッド・ラウザー - ドラムス(on #6, #7)
- ポール・レヴェリ - ドラムス(on #8)
- ミッキー・ハート - ドラムス(on #9)
- ジョン・クニベルティ - パーカッション(on #1, #5, #6)、バッキング・ボーカル(on #4, #5)
- カール・ベラッツォ - パーカッション(on #8)
- アンドレ・ティエリー - アコーディオン(on #4)
- ジェイムス・デプラート - マンドリン(on #4)
- クレイトーヴェン・リチャードソン - バッキング・ボーカル(on #2, #3, #6)
- オメガ・レイ - バッキング・ボーカル(on #2, #3, #6)
- サンディ・グリフィス - バッキング・ボーカル(on #2, #3, #6)
- アーロン・ヘイガー - バッキング・ボーカル(on #4)
- エリカ・クニベルティ - バッキング・ボーカル(on #4)
- キャロライン・デ・ローン - バッキング・ボーカル(on #8)